# 아흐메드 압둘리다
아흐메드 압둘리다 압둘자흐라 알사디(아랍어: أحمد عبد الرضا عبد الزهرة السعدي, Ahmed Abdul-Ridha Abdul-Zahra Al-Saadi, 1992년 3월 3일 ~)는 이라크의 축구 선수이며 포지션은 센터백이다.